# Космос-1501
Космос-1501 је један од преко 2400 совјетских вјештачких сателита лансираних у оквиру програма Космос.
Космос-1501 је лансиран са космодрома Плесецк, СССР, 30. септембра 1983. Ракета-носач Космос је поставила сателит у орбиту око планете Земље. 